# Darna (serie de televisión de 2022)
Mars Ravelo's Darna (o simplemente Darna) es una serie de superhéroes filipina que se emitió en Kapamilya Channel. La serie está basada en la película ficticia filipina de Mars Ravelo dirigida por Chito S. Roño, Avel Sunpongo, Benedict Mique y Darnel Villaflor, y está protagonizada por Jane De Leon en el papel principal. La serie se estrenó en el bloque vespertino Primetime Bida de la cadena, Cine Mo!, A2Z Primetime Weeknights, Todo Max Primetime Singko de TV5, y en todo el mundo en The Filipino Channel del 15 de agosto de 2022 al 10 de febrero de 2023, reemplazando a Ang Probinsyano de FPJ y fue reemplazado por Batang Quiapo de FPJ en su franja horaria.
ABS-CBN adquirió los derechos de adaptación de Darna el 14 de junio de 2011, junto con otras creaciones cómicas de Ravelo, que anteriormente estaba con GMA Network. La cadena originalmente planeó una adaptación cinematográfica bajo el estandarte de Star Cinema, protagonizada por Angel Locsin como Darna y dirigida por Erik Matti, pero el proyecto pasó por un "infierno de desarrollo" de una década debido a cambios regulares en el elenco y el equipo y en el guion. Tras la elección de De Leon como Darna en 2019, la fotografía principal comenzó el año siguiente, pero debido a un presupuesto altísimo, el proyecto se reutilizó en una serie de televisión desarrollada por Dindo C. Perez (jefe creativo) y Julie Anne R. Benítez (productor supervisor) con un largometraje aún planeado para estrenarse después del final de la serie.
Junto con su transmisión televisiva, la serie se lanza en el servicio de transmisión iWantTFC, así como en YouTube por períodos limitados.

## Premisa
En una ciudad sin esperanza y corrupta plagada de criminales con poderes especiales, una joven encuentra la habilidad de defender a la gente usando una poderosa piedra que la convierte en la superheroína Darna.
En el cumplimiento de su misión surgen complicaciones que ponen a prueba su coraje y su fuerza interior. Mientras Darna intenta adoptar su papel de superhéroe del pueblo, sus sacrificios inspiran a la gente común y despiertan a su propio héroe interior.

## Elenco y personajes

### Principal
- Jane De Leon[5] como Darna/Narda Custodio: una joven técnica de urgencias médicas, y sucesora de Leonor/Zora como protectora de la mítica piedra. También es maestra de las artes marciales de Kali.[6]
- Joshua Garcia[7] como Brian Robles/Dark Brian: un joven oficial de policía y EMT. Cae en manos de su propio doppelganger llamado "Dark Brian". Como Dark Brian, es un policía irresponsable, corrupto y despreocupado. Es el interés amoroso de Narda. Muere después de ser mordido por una de las serpientes de Valentina.
- Janella Salvador[8][9] como Valentina/Atty. Regina Vanguardia: una abogada y personalidad de las redes sociales cuyo alter ego, Valentina, está maldita con serpientes vivas y venenosas para su cabello. Valentina es la archienemiga de Darna. Regina tiene sentimientos románticos por Brian.
- Zaijian Jaranilla[10] como Ricardo "Ding" Custodio: Ding, el hermano menor y compañero de Narda, es hábil con la tecnología y los juegos de computadora. También está dotado de super visión.
- Paolo Gumabao[11][12] como Noah Vallesteros: el hijo del alcalde Zaldy Vallesteros que intimidaba a Brian cuando eran más jóvenes. Más tarde desarrolla sentimientos románticos por Narda. Se convirtió en extra después de que su padre le inyectó un suero que consiguió en el centro de extras. Como extra, su fuente de poder es piroquinesis, lo que le permite crear y controlar el fuego en cualquier momento que quiera. Andre lo mató accidentalmente.

### Apoyo
- Rio Locsin[11] como Roberta Ferrer-Custodio: la abuela de Narda y Ding; Madre de Danilo y suegra de Leonor.
- Richard Quan[11] como General Borgo/Lic. Rex Vanguardia: Un invasor extraterrestre del planeta Ludo. Como Rex Vanguardia, es el padre estricto y controlador de Regina. Mató al verdadero Rex Vanguardia para vigilar a su arma más poderosa, Valentina.
- Simon Ibarra[11] como el Alcalde Zaldy Vallesteros/Mr. X: el ex regidor de Nueva Esperanza que preparó la muerte del alcalde y vicealcalde titular para apoderarse de la alcaldía. Desprecia a su hijo Noah, culpándolo por la muerte de su esposa, la madre de Noah. Se convirtió en un extra con el poder de convertirse en un gigante.
- Levi Ignacio[11] como el Dr. Rolando Villalobos: un científico que estudia la presencia extraterrestre en la Tierra. Se hace pasar por un vendedor ambulante de comida y es cercano a Narda y su familia. Más tarde reemplazó al Dr. Ibarra como jefe de la instalación de extras después de que Darna matara al Dr. Ibarra.
- Jeffrey Santos como PEMS Ernie Antiporda: un oficial de policía de Sierra Grande que se reasigna a Nueva Esperanza para guiar a su ahijado, Brian.
- Eric Fructuoso como PEMS Arthur Pineda: un policía corrupto en Nueva Esperanza, que desprecia a los Robles. Él es responsable de matar al padre de Brian. Más tarde se convierte en un extra de Borgo, lo que le permite controlar los desechos y la basura.
- Kim Rodriguez[13] como Xandra/Ishna: Gayudante del general Borgo. Posee una fuerza sobrehumana, muestra dominio en el combate cuerpo a cuerpo y tiene habilidades para cambiar de forma.
- Joj Agpangan[11] como Mara Carbonell: la mejor amiga de Narda.
- Viveika Ravanes como Maritess Carbonell: vecina de los Custodios y hermana de Mara.
- Zeppi Borromeo como Oleg Mendoza: vigilante barangay y vecino de los Custodios.
- Gerard Acao como Pancho Paras: conductor de triciclo y vecino de los Custodios.
- Marvin Yap como Gardo Laracruz: conductor de triciclo y vecino de los Custodios. Solía ser un ladrón con Vince cuando era niño, hasta que la madre de Narda, Leonor, le dio la oportunidad de cambiar su propia vida para mejor.
- Dawn Chang[14] como Maisha Rodriguez: secretaria del alcalde Zaldy. También sirve como los ojos y oídos de la señora Victoria/General Borgo en el ayuntamiento. Se convierte en uno de los extras de los súper soldados de Borgo, lo que le otorga el poder de hipnotizar a las personas y permitirles copiar todos sus movimientos.
- Mark Manicad[11] como Ali Corpuz: el guardaespaldas de Regina que tiene sentimientos secretos hacia ella. Aparte del General Borgo/Rex Vanguardia, él es el único que sabe que Regina y Valentina son la misma persona. Más tarde se convierte en un extra para vengarse de Darna, quien cree que mató a Valentina. Como extra, ganó visión de calor.
- Young JV[11] como Andre: Narda y el técnico de emergencias médicas de Brian en Vanguardia Rescue. Los hombres del Dr. Ibarra lo secuestraron y lo convirtieron en un extra. Como extra, puede aumentar la energía de un objeto permitiendo que explote.
- Joshua Colet como Sigfried Cruz: el popular reportero de noticias de televisión de Nueva Esperanza. Más tarde se convierte en un extra que le otorga el poder de convocar un campo de fuerza a su alrededor y a los demás.
- Yogo como Jiro Romero
- Kiara Takahashi como Jerma T. Chan
- Nicole Chan como Danielle Hocson
- Argel Saycon
- Abi Kaseem como Laurie Quintos
- Miggy Campbell
- Twinkle Dy
- Joko Diaz como Hergis/Klaudio: uno de los antiguos aliados del general Borgo de Ludo.[15] Posee habilidades para cambiar de forma, visión mejorada y ha demostrado dominio en el combate cuerpo a cuerpo. Él es quien mató a Leonor. Al final, todos sus recuerdos se borran.
- L.A. Santos como Richard: EMT compañero de Narda y Andre en Vanguardia Rescue. Descubrió la identidad de Narda como Darna después de presenciar su transformación.

## Producción

### Desarrollo
Erik Matti firmó para dirigir una nueva película de Darna en 2014, with Star Cinema y Reality Entertainment de Matti coproduciendo el proyecto. Matti afirmó que la película tiene como objetivo "revivir no solo a las personas que conocen [sic] a Darna, sino también a las personas que conocerán a Darna por primera vez". Producir una historia única planteó un desafío para el director, ya que no quería ser acusado de copiar de otras grandes películas de superhéroes como las producidas por Marvel Studios. Matti imaginó la película, que se titularía Darna, como una historia sobre la mayoría de edad que tiene un tono serio (similar a la de The Dark Knight Trilogy) pero con mucha sangre. Angel Locsin, quien interpretó a Darna en la serie de televisión de 2005, accedió a repetir su papel cuando Matti se le acercó. Sin embargo, Locsin se vio obligado a abandonar el proyecto luego de una lesión en la espalda en octubre de 2015, para consternación de Matti.
Se mostró un avance de Darna durante el Festival de Cine de Metro Manila de 2015, cuyos efectos visuales fueron proporcionados por Mothership VFX, la misma compañía que trabajó en algunas de las películas anteriores de Matti. Según Matti, el adelanto se lanzó antes de las próximas elecciones de 2016 como una artimaña para que el público pensara que la próxima película de Matti estaba "relacionada con la política". Además, Matti subió una foto teaser en enero de 2016 de una mujer encapuchada a Instagram. Alrededor de este tiempo, la actriz principal para el papel de Darna aún no se había revelado.
Las fuentes informaron que Matti había comenzado la fotografía principal de la película en marzo de 2018, comenzando con las "escenas más simples". Sin embargo, el 4 de octubre de 2018, ABS-CBN emitió un comunicado de prensa en el que anunciaba que Matti se había separado de la cadena y de Star Cinema "debido a diferencias creativas", y que el estudio se estaba acercando a un nuevo director. El 5 de octubre de 2018, Jerrold Tarog se incorporó para reemplazar a Matti.. En diciembre de 2018, Tarog reveló que había comenzado a trabajar en un nuevo guion y vestuario para la película, este último dijo que sería "más práctico".
Tarog ha dicho que mantendría la visión de Matti de hacer de la película una historia sobre la mayoría de edad y al mismo tiempo crearía una historia de origen más matizada que se desvíe de las películas anteriores de Darna y su cómic original, que sintió que "acelera los orígenes de Darna". También agregó que su versión evitará la representación "cursi" de la mayoría de los superhéroes filipinos a favor de contar una historia matizada e introspectiva donde las acciones del superhéroe tienen consecuencias en el mundo real.
Con la producción pospuesta de la película, ABS-CBN anunció el 4 de diciembre de 2020 que desarrollará una serie de televisión titulada Mars Ravelo's Darna programada para emitirse en 2022 y protagonizada por Jane de Leon. Se dice que la película saldrá adelante una vez que termine la serie.

### Casting
Mientras Darna aún estaba en desarrollo como película, varias actrices habían hecho una audición para reemplazar a Locsin cuando se retiró en 2015, incluidas Liza Soberano, KC Concepción, Jessy Mendiola, Nadine Lustre, Sarah Lahbati y Sarah Geronimo. Soberano reemplazó a Locsin en mayo de 2017. Sin embargo, en abril de 2019, ABS-CBN emitió un comunicado de prensa anunciando que Soberano había dejado el proyecto debido a una lesión en el hueso del dedo que adquirió durante la producción de la serie de televisión Bagani de 2018 de la cadena, y que el estudio había comenzado a buscar una nueva actriz. El 17 de julio de 2019, Jane De Leon fue elegida por unanimidad de un grupo de más de 300 actrices que audicionaron.
El 6 de febrero de 2020, Leo Domínguez, el mánager de Paulo Avelino, confirmó que Avelino había sido elegido para la película. Tarog luego confirmó la elección de Avelino durante una recaudación de fondos.
Incluso cuando la película se volvió a concebir como una serie de televisión, De Leon se mantuvo a bordo para interpretar al personaje principal de la serie. El 12 de agosto de 2021, Iza Calzado fue elegida para interpretar a la primera madre de Darna y Narda. El 5 de octubre de 2021, Kiko Estrada, Richard Quan, Simon Ibarra, Levi Ignacio, Joj Agpangan, Mark Manicad, Young JV, LA Santos, Yogo Singh, Zeppi Borromeo, Marvin Yap, Tart Carlos y Gerald Acao fueron anunciados como integrantes del elenco incluyendo a Joshua Garcia como el protagonista masculino y Zaijian Jaranilla como Ding. El 19 de noviembre de 2021, Janella Salvador fue presentada formalmente como quien interpretará a la némesis de la heroína titular, Valentina. El 17 de febrero de 2022, las fotos detrás de escena revelaron que Paolo Gumabao se unió al elenco de Darna. El 1 de marzo de 2022, se confirmó que Gumabao asumió el papel de Kiko Estrada como Noah Vallesteros. El 3 de marzo de 2022, Dawn Chang fue elegida para un papel no revelado. Christian Bables es la última incorporación a la serie.

### Rodaje
El rodaje de la película comenzó el 19 de enero de 2020 rodada en ABS-CBN Soundstage en San José del Monte, Bulacán. Sin embargo, el 21 de agosto de 2020, ABS-CBN pospuso oficialmente la producción de la película debido a la pandemia de COVID-19, una semana después de que la cadena anunciara que había "desechado" el proyecto "debido al gran presupuesto de la película (₱ 140 millones de dólares) y la pandemia del coronavirus.”
El 4 de diciembre de 2020, durante la firma del contrato de los artistas de Star Magic, se anunció que el proyecto cinematográfico de Darna se convertirá en una serie de televisión en 2021. El 21 de diciembre de 2020, durante el teaser de Darna en el programa "Together as One in 2021", De Leon dijo que la filmación comenzará en enero de 2021, pero debido a que De Leon apareció como invitado en la serie Ang Probinsyano de FPJ, la filmación de la serie se pospuso. El 5 de febrero de 2021, durante una conferencia de prensa, De Leon afirmó que el nuevo proyecto de Darna será muy moderno y su personaje de Darna será muy "millennial".
El 28 de julio de 2021, ABS-CBN anunció que la serie comenzará a filmarse a principios de septiembre de 2021, pero el cronograma se cambió a noviembre para brindar más tiempo de entrenamiento a De Leon, mientras De Leon filma los episodios restantes en su papel de invitada en Ang Probinsyano. El 4 de octubre de 2021, ABS-CBN anunció que Chito S. Roño dirigirá las dos primeras semanas de la serie. Avel Sunpongco actuará como codirector y Keiko Aquino como escritora principal. Roño prevé que la serie sea menos jabonosa y más arenosa y real. El rodaje de la serie comenzó oficialmente el 15 de noviembre de 2021 en el ABS-CBN Soundstage.

### Marketing
El 21 de diciembre de 2020, se mostró un adelanto en el video "Together as One in 2021". El 19 de diciembre de 2021, se mostró un adelanto de 45 segundos en el ABS-CBN Christmas Special 2021 junto con sus otros próximos proyectos para 2022. El 16 de mayo de 2022, se lanzó en las redes sociales un nuevo adelanto de 45 segundos que tiene los mismos clips más escenas adicionales que no estaban en el último adelanto. El 7 de julio de 2022, se lanzó el tráiler oficial.
El 13 de junio de 2022, una imagen de adelanto se volvió viral después de que las páginas de redes sociales de ABS-CBN cambiaran temporalmente su perfil y fotos de portada a un logotipo diferente que se asemeja al tocado de Darna, lo que indica que se acerca su estreno. La imagen teaser pregunta "Nasaan si Darna?" ("Where is Darna?") que lo hizo viral. Reunió muchas reacciones, así como personas que comentaron su entusiasmo por el espectáculo, algunos con respuestas ingeniosas, mientras que otros se tomaron fotos con sus disfraces de Darna.
El 16 de junio de 2022, se inauguró un mural de Darna para mostrar el empoderamiento, el heroísmo y la esperanza dedicado a los héroes cotidianos y de primera línea. El mural también representa un héroe sobre cada persona que trae esperanza y positivismo a las incertidumbres y realidades.
El 6 de julio de 2022, se lanzó un póster teaser oficial.

### Música

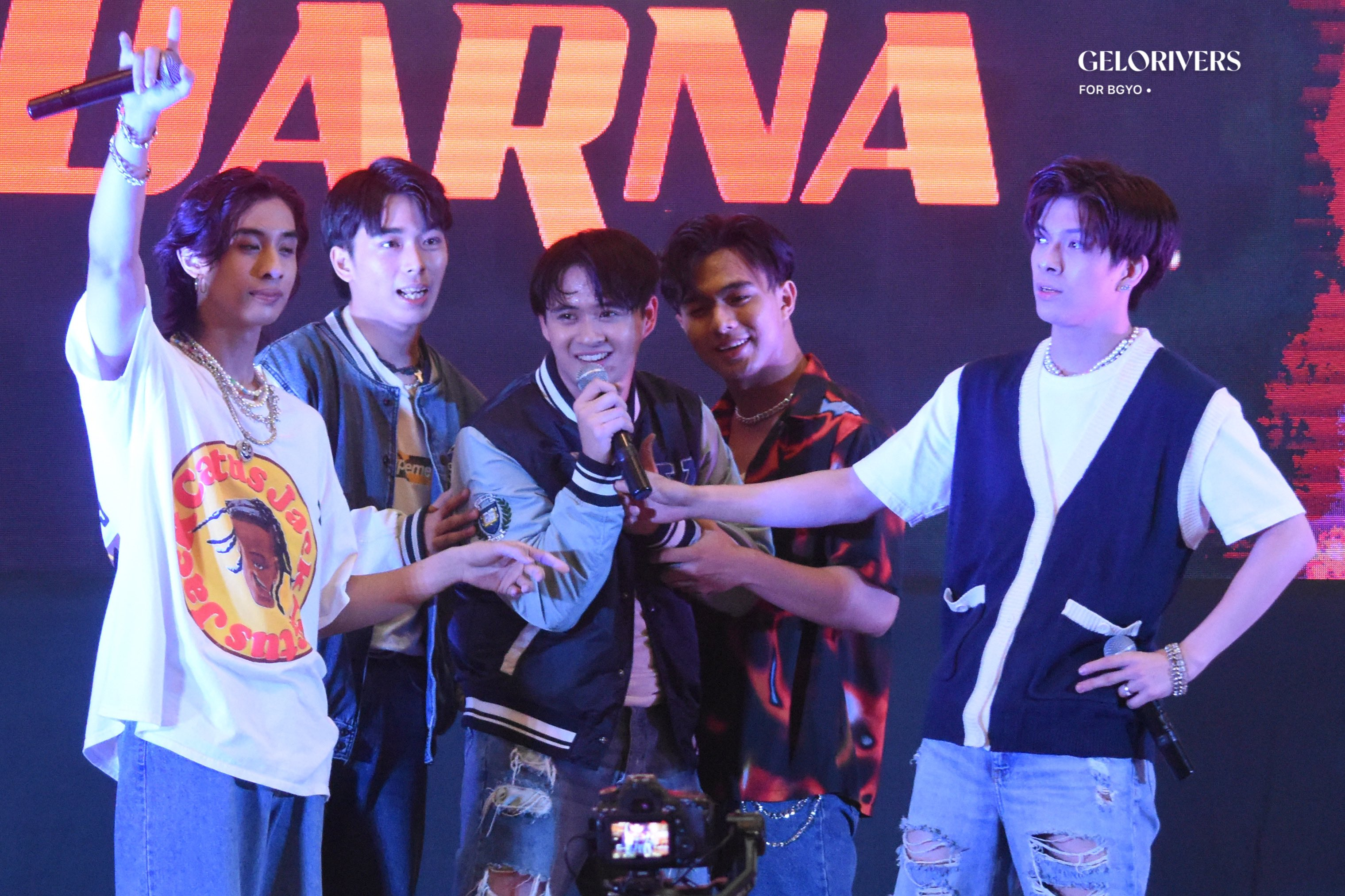
BGYO durante la Caravana de Darna en 2023.

El 28 de julio de 2022, se anunció que BGYO cantaría la banda sonora original de la serie, titulada "Patuloy Lang ang Lipad". Fue lanzado oficialmente el 14 de agosto de 2022.
El 6 de septiembre de 2022, la productora Julie Anne R. Benitez confirmó que se lanzarán tres canciones más para la banda sonora.

## Internacional
Darna de ABS-CBN Entertainment se presentó en Asia TV Forum & Market (ATF) en Singapur para el segundo Festival anual de proyecciones de TV Asia, junto con otras series exitosas protagonizadas por Kathryn Bernardo, Daniel Padilla, Piolo Pascual y Lovi Poe y más.
Tras el éxito de la serie, el canal ANTV de Indonesia compró Darna y se emitió el 10 de enero de 2023. Kiki Zulkarnain, directora de programas y comunicaciones de ANTV, señaló cómo la narrativa de Darna sirve como modelo ideal para las audiencias más jóvenes de Indonesia y agregó: "Darna ciertamente hace que nuestra programación sea más diversa, y esperamos que no solo entretenga sino que inculque valores en la juventud a través de sus actos de bondad y valentía". La serie se canceló temporalmente el 23 de enero de 2023 porque Indonesia recientemente detuvo la transmisión de televisión analógica y cambió a la transmisión de televisión digital. Según la División de Ventas Internacionales de ABS-CBN, una vez que se complete la transición a la transmisión de TV digital, se supone que se hará pública la nueva información de transmisión.

## Recepción
Darna se ha mantenido como una de las series de mayor audiencia en televisión y digital desde que se emitió por primera vez el 15 de agosto de 2022. La semana piloto ha acumulado más de 41 millones de vistas combinadas en YouTube y ha promediado constantemente alrededor de 230.000 espectadores simultáneos en vivo por episodio (en comparación con su rival Lolong con 14.000) en YouTube. Darna fue el programa más visto en iWantTFC a lo largo de su ejecución. Según Comscore, Darna se ubicó en el tercer lugar entre los 50 programas más vistos en la clasificación competitiva de redes multiculturales en Estados Unidos.
Además, Darna también se convirtió en el programa más buscado en Google, acaparando alrededor del 80% de todas las búsquedas web en su primera semana, manteniendo una gran ventaja frente a los otros cuatro dramas locales en horario estelar. Para fines de 2022, #Darna generó más de 2300 millones de visitas en TikTok. A partir de enero de 2023, Darna ya ha acumulado alrededor de 400 millones de visitas combinadas totales en YouTube desde su episodio piloto.